# Scandia neglecta
Scandia neglecta är en nässeldjursart som beskrevs av Eberhard Stechow 1913. Scandia neglecta ingår i släktet Scandia och familjen Hebellidae. Inga underarter finns listade i Catalogue of Life.